# チン・コン・ソン
チン・コン・ソン (Trịnh Công Sơn, 鄭公山, 1939年2月28日 - 2001年4月1日) はベトナムの国民的作曲家。グエン・ヴァン・カオやファム・ズイとともに現代ベトナム音楽家の大家として知られている。反戦歌を中心に600以上の歌を書き、「ベトナム歌謡の父」「ベトナムのボブ・ディラン」とも呼ばれる。

## 人物
ダクラク省バンメトートに生まれ、フエで育つ。1958年、サイゴン大学在学中に創作活動を開始する。1960年代に著名なシンガーソングライターとなり、反戦歌などを多数制作する。1967年、ハノイの歌手カイン・リーと組み、大変な人気を得る。1972年、南ベトナム政府により音楽の出版を禁止される。カイン・リーは1975年の南ベトナム崩壊の前日、ボートピープルとしてアメリカ合衆国に渡る。以後二人は別々の道を歩むこととなった。ベトナム統一後、政府によって以前のチン・コン・ソンの音楽は禁止され、本人は再教育キャンプに送られた。その後1980年、映画『無人の野』の音楽を担当。1986年、ドイモイ政策の開始に伴いチン・コン・ソンの音楽も解禁される。1996年、大阪アジア文化フォーラムで日本を訪問。2001年、ホーチミン市チョライ病院で死去。62歳。2004年、故人に世界平和音楽賞が贈られた。
日本では1960年代後半に「ngủ đi con」がテレビ番組で紹介されて、高石友也など複数の歌手により「坊や大きくならないで」（訳詞：浅川しげる）の邦題でカバーされたほか、URCレコードがMBS報道部の取材テープを元に本人の歌唱をレコード化した。また、カインが日本語で歌い、NHKドラマの主題歌にも起用された「美しい昔」も知られる。
2015年7月、ハノイ市タイホ区にある通りが「チン・コン・ソン通り」と命名された。

## チン・コン・ソンの音楽を使用した作品
- 『サイゴンから来た妻と娘』(1978) NHKドラマ
- 『無人の野』(1980) ベトナム映画
- 『夏至』(2001) ベトナム・フランス共同制作映画
- 『Em va Trinh（ベトナム語: Em và Trịnh） (わたしとチン)』(2022) ベトナム映画。チン・コン・ソンの半生がテーマとなっている[4][5]。